# Pathé Exchange
Pathé Exchange est une société de production  et de distribution cinématographique américaine créée en 1914. Il s'agissait de la filiale de Pathé aux États-Unis.

## Films produits par la Pathé Exchange
Pathé Exchange produit plus de 250 films entre 1914 et 1931.

## Films distribués par la Pathé Exchange
Pathé Exchange distribue plus de 3000 films entre 1914 et 1931.

### 1922
- Le Petit à Grand-maman (Grandma's Boy) (3 septembre)

### 1923
- Monte là-dessus ! (Safety Last!) (1er avril)
- Christopher Columbus (7 octobre)
- Cœurs givrés (Frozen Hearts) (28 octobre)
- Jamestown (4 novembre)
- Le Héros de l'Alaska (The Soilers) (25 novembre)
- Vincennes (2 décembre)
- Une riche nature (Mother's Joy) (23 décembre)

### 1924
- Drame au bureau de poste (Postage Due) (17 février)
- Peter Stuyvesant (24 février)
- Le Gagnant du grand prix (Zeb vs. Paprika) (16 mars)
- Le Facteur incandescent (Near Dublin) (11 mai)
- The Pilgrims (18 mai)
- Écossez-moi (Short Kilts) (3 août)
- Un homme courageux (West of Hot Dog) (30 décembre)

### 1925
- L'Épervier des neiges (The Snow Hawk) (30 avril)
- Un bleu dans la marine (Navy Blue Days) (30 mai)
- Plus fort que Sherlock Holmes (The Sleuth) (30 juin)
- Chasing the Chaser (5 juillet)
- Sauce piquante (Dr. Pyckle and Mr. Pryde) (30 juillet)
- N'est pas homme qui veut (Half a Man) (30 août)
- No Father to Guide Him (6 septembre)
- La Fille de l'aubergiste (The Caretaker's Daughter) (11 octobre)
- The Uneasy Three (15 novembre)
- Hold Everything (6 décembre)
- Charlie rate son mariage (His Wooden Wedding) (20 décembre)

### 1926
- Charley My Boy (24 janvier)
- Wandering Papas (21 février)
- Mama Behave (28 février)
- Madame Mystery (12 mars)
- Métier de chien (Dog Shy) (4 avril)
- Mum's the Word (9 mai) 26
- Say It with Babies (16 mai)
- Vive le roi (Long Fliv the King) (13 juin)
- Le Mari à double face (Mighty Like a Moose) (18 juillet)
- Along Came Auntie (25 juillet)
- Crazy Like a Fox (22 août)
- Bromo and Juliet (19 septembre)
- Tell 'Em Nothing (17 octobre)
- Get 'Em Young 31 octobre)
- Be Your Age (14 novembre)

### 1927
- Two-Time Mama (23 janvier)
- Should Men Walk Home? (30 janvier)
- Maison à louer (Duck Soup) (13 mars)
- En plein méli-mélo (Slipping Wives) (3 avril)
- Jewish Prudence (8 mai)
- Eve's Love Letters (29 mai)
- Un ancien flirt (Love 'Em and Weep) (12 juin)
- Don't Tell Everything (3 juillet)
- Il était un petit navire (Why Girls Love Sailors) (17 juillet)
- Les Gaietés de l’infanterie (With Love and Hisses) (28 août)
- Poursuite à Luna-Park (Sugar Daddies) (10 septembre)
- What Every Iceman Knows (17 septembre)
- Now I'll Tell One (5 octobre)
- Les Forçats du pinceau (The Second Hundred Years) (8 octobre)
- Should Second Husbands Come First? (23 octobre)
- The Way of All Pants (29 octobre)
- Les Deux Détectives (Do Detectives Think?) (20 novembre)
- Us (26 novembre)
- Vacances de M. Davidson (Flaming Fathers) (18 décembre)

### 1928
- The Red Mark (26 août)
- Power (23 septembre)

### 1929
- High Voltage (29 juin)
- L'Étudiant (The Sophomore) (24 août)
- Big News de Gregory La Cava (7 septembre)
- Rythmes rouges (Red Hot Rhythm) (23 novembre)

### 1930
- Holiday (3 juillet)

### 1931
- Le Désert rouge (The Painted Desert) (7 mars)